# Manolo Noriega
Manuel Noriega Ruiz (Colombres, 24 de junio de 1880-Ciudad de México, 12 de agosto de 1961), conocido como Manolo Noriega, fue un actor español.

## Biografía y carrera
Manuel Noriega Ruiz nació el 24 de junio de 1880 en Colombres. Realizó la mayor parte de su carrera en México,[cita requerida]país en el que inició trabajando en teatro. Fue nominado a un Ariel por su participación en Pepita Jiménez (1946), siendo parte de la categoría a mejor actor de cuadro o reparto. Estuvo casado con Hortensia Castañeda.

### Muerte
El 12 de agosto de 1961, Ruiz falleció en Ciudad de México a los 81 años de edad. 

## Filmografía selecta

### Actuación
- Allá en el Rancho Grande de 1936,
- Ahí está el detalle de 1940,
- En tiempos de don Porfirio de 1940,
- Al son de la marimba de 1941,
- Cuando los hijos se van de 1941,
- ¡Ay Jalisco, no te rajes! de 1941,
- Alejandra de 1942,
- ¡Arriba las mujeres! de 1943,
- México de mis recuerdos de 1944,
- El sombrero de tres picos de 1944,
- El gran Makakikus de 1944,
- Un beso en la noche de 1945,
- El capitán Malacara de 1945,
- Hasta que perdió Jalisco de 1945,
- La reina de la opereta de 1946,
- Vértigo en 1946,
- No basta ser charro en 1946,
- Los nietos de Don Venancio, en 1946,
- Cinco rostros de mujer de 1947,
- A volar, joven de 1947,
- El cuarto mandamiento de 1948,
- El supersabio de 1948,
- Ojos de juventud de 1948,
- El mago de 1949,
- Café de chinos de 1949,
- Una mujer decente de 1950,
- ¿Qué te ha dado esa mujer? de 1951,
- Dos caras tiene el destino de 1952,
- Subida al cielo de 1952,
- Dos tipos de cuidado de 1953,
- Dos mundos y un amor de 1954,
- El gran premio de 1958 y
- Macario de 1960

### Dirección
- Problema resuelto (1923).[2]
- Bajo las nieblas de Asturias (1926)